# 北海道幕別清陵高等学校
北海道幕別清陵高等学校（ほっかいどうまくべつせいりょうこうとうがっこう、英 : Hokkaido Makubetsu Seiryo High School）は、北海道中川郡幕別町に所在する公立（道立）の高等学校。1学年3クラス・120人。

## 概要
公立（道立）の北海道幕別高等学校、私立の江陵高等学校が統合し、2019年（平成31年）4月1日に開校した。校舎は江陵高等学校の校舎を使用している。完全統合前の2021年3月まで統合前の両校も存在しており、日本では前例がみられない私立高校と公立高校による同一校舎（本校舎）での学校活動が実施された。

## 沿革
- 2019年（平成31年）4月1日 - 北海道幕別高等学校と江陵高等学校が統合し、北海道幕別清陵高等学校が開校。

## 部活動
運動部
- 野球部
- サッカー部
- バレーボール部
- バスケットボール部
- バドミントン部
- 卓球部
- テニス部
- 柔道部
- 陸上部

文化部
- 吹奏楽部
- 軽音楽部
- 書道部